# Wackerow
Wackerow este o comună din landul Mecklenburg-Pomerania Inferioară, Germania.